# Prowincja Reggio Calabria
Prowincja Reggio Calabria (wł. Provincia di Reggio Calabria) – prowincja we Włoszech.
Nadrzędną jednostką podziału administracyjnego jest region (tu: Kalabria), a podrzędną jest gmina.
Działała do 31 grudnia 2016.
Liczba gmin w prowincji: 97.